# Proposizione relativa latina
La proposizione relativa è una subordinata legata alla sua reggente da un pronome relativo (qui, quae, quod e derivati), da avverbi relativi (ubi, quo, unde, qua) o da aggettivi relativi (qui, quantus, qualis). In latino le proposizioni relative si distinguono in proprie ed improprie.

## La proposizione relativa propria
La proposizione relativa propria corrisponde nel periodo all'attributo nella proposizione.
Reggono l'indicativo quando: esprimono un fatto certo; avverbi raddoppiati o che escono in -cumque (quisquis, quicumque...); rendono l'idea di un nome o un aggettivo.
| «Id quaesivi ex Lucio, qui certe scibat.»     |
| «Lo chiesi a Lucio, che di sicuro lo sapeva.» |

| «Omnes orant in templo, ubi arae sunt.»              |
| «Tutti pregano nel tempio, dove ci sono gli altari.» |

| «Quisquis est, eam amo.» |
| «Chiunque sia, la amo.»  |

| «Consul vocavit eos qui vicerant.»            |
| «Il console chiamò coloro che avevano vinto.» |

Reggono invece il congiuntivo quando: esprimono l'opinione del soggetto della reggente (relative oblique); sono necessarie al senso; subiscono un'attrazione modale, sono cioè dipendenti da una reggente al congiuntivo o all'infinito; ipotizzano un fatto possibile (valore eventuale).
| «Lydia oderat illum qui ei ruperit cor.»                       |
| «Lidia odiava colui che (a suo dire) le ha spezzato il cuore.» |

| «Graeci narrant deos habitare in monte quem omnes Olympum dicant.»           |
| «I Greci narrano che gli dei abitano su un monte che tutti chiamano Olimpo.» |

Nota: la relativa è necessaria per definire il monte, che è quello e non altri.
| «Ut Aristoteles opinatur, caelum factus sit aethere, qui stellas fixas errantesque constituat.»    |
| «Secondo Aristotele, il cielo sarebbe fatto di etere, che dovrebbe formare le stelle e i pianeti.» |

## La proposizione relativa impropria
La proposizione relativa impropria svolge la funzione delle proposizioni complementari indirette e ha sempre il congiuntivo, con i tempi che rispettano la consecutio delle proposizioni che la relativa sostituisce; può avere 7 valori: finale; consecutivo; causale; ipotetico; concessivo; limitativo; avversativo.
| «Magister explicat puero qui notionem intelligat.»             |
| «Il maestro spiega al fanciullo affinché capisca il concetto.» |

(valore finale)
| «Video Tulliam quae domum ineat.»   |
| «Vedo Tullia mentre entra in casa.» |

| «Coniurates, qui Caesarem necavissent, a populo damnati sunt.»              |
| «I congiurati, poiché avevano ucciso Cesare, furono condannati dal popolo.» |

## Il participio con valore relativo
Il modo participio può essere usato al posto di una relativa.
| «Flebam inspiciens deletam urbem.»     |
| «Piangevo vedendo la città distrutta.» |

| «Darius legit libros philosophorum de amore disceptantium.» |
| «Dario legge i libri dei filosofi parlanti d'amore.»        |

| «Morituri ducem salutant.»                      |
| «Coloro che moriranno salutano il condottiero.» |